# ماریون رمزی
ماریون رمزی (انگلیسی: Marion Ramsey؛ زادهٔ ۱۰ مهٔ ۱۹۴۷ – درگذشتهٔ ۷ ژانویهٔ ۲۰۲۱) یک موسیقی‌دان و هنرپیشه اهل ایالات متحده آمریکا بود.
از فیلم‌های او می‌توان به دانشکده پلیس، دانشکده پلیس ۲، دانشکده پلیس ۳ و دانشکده پلیس ۴ اشاره کرد.